# セントルイス大学
セントルイス大学 (Saint Louis University) は、アメリカ合衆国ミズーリ州セントルイスにあるカトリック（イエズス会）系の私立大学。通称はSLU（発音はスルー）。都市としてのセントルイスは St. Louis と記されることが多いが、当大学は Saint Louis と簡略表記を行わない。

## 歴史
創立は1818年。ミシシッピ川以西では最も古い大学である。イエズス会系の大学としてはジョージタウン大学に次ぐ二番目の歴史を持つ。元はセントルイスアカデミーとしてデュボーグ司教が設立。1820年にセントルイスカレッジとなった。1889年に、当時はセントルイス市外であった現在地へ移転した。

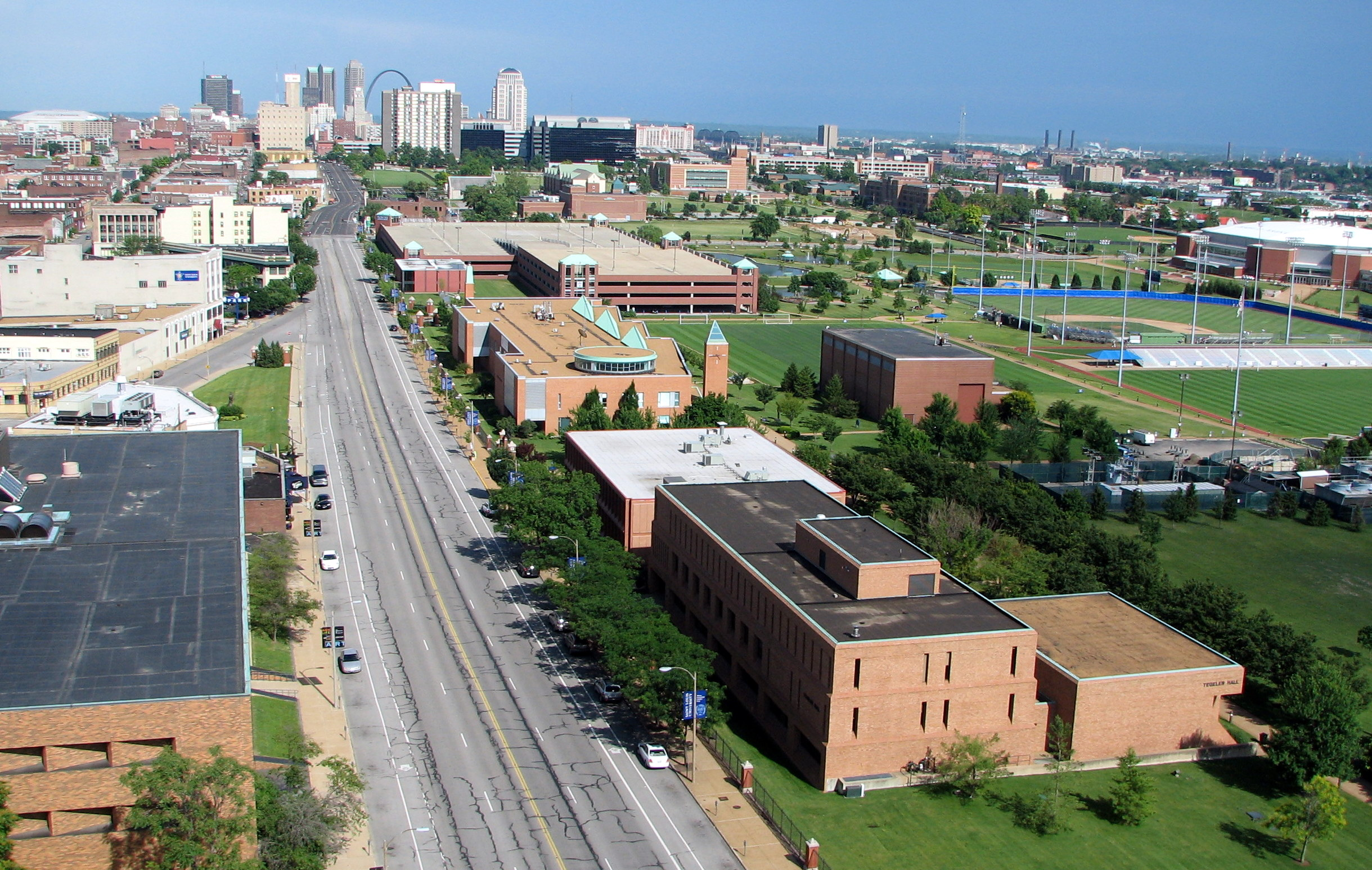
キャンパスよりダウンタウンを望む

昨今はビオンディ学長の元、近代化とキャンパスの増築が進んでいる。中でも、パークスカレッジ校舎の建設、クックビジネススクールの拡大、Chaifetz アリーナの建設などが顕著である。
また、40年以上にわたって、スペインのマドリードにキャンパスを持っており、約700名の学生が当キャンパスで学んでいる。

## 教育組織

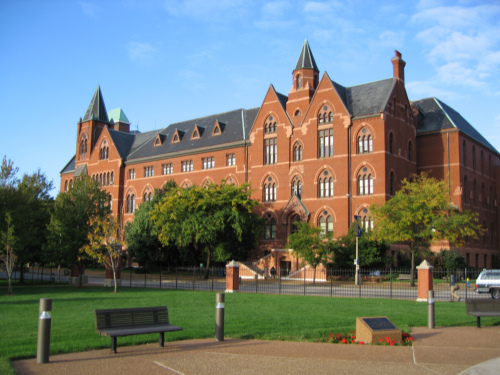
デュボーグ・ホール

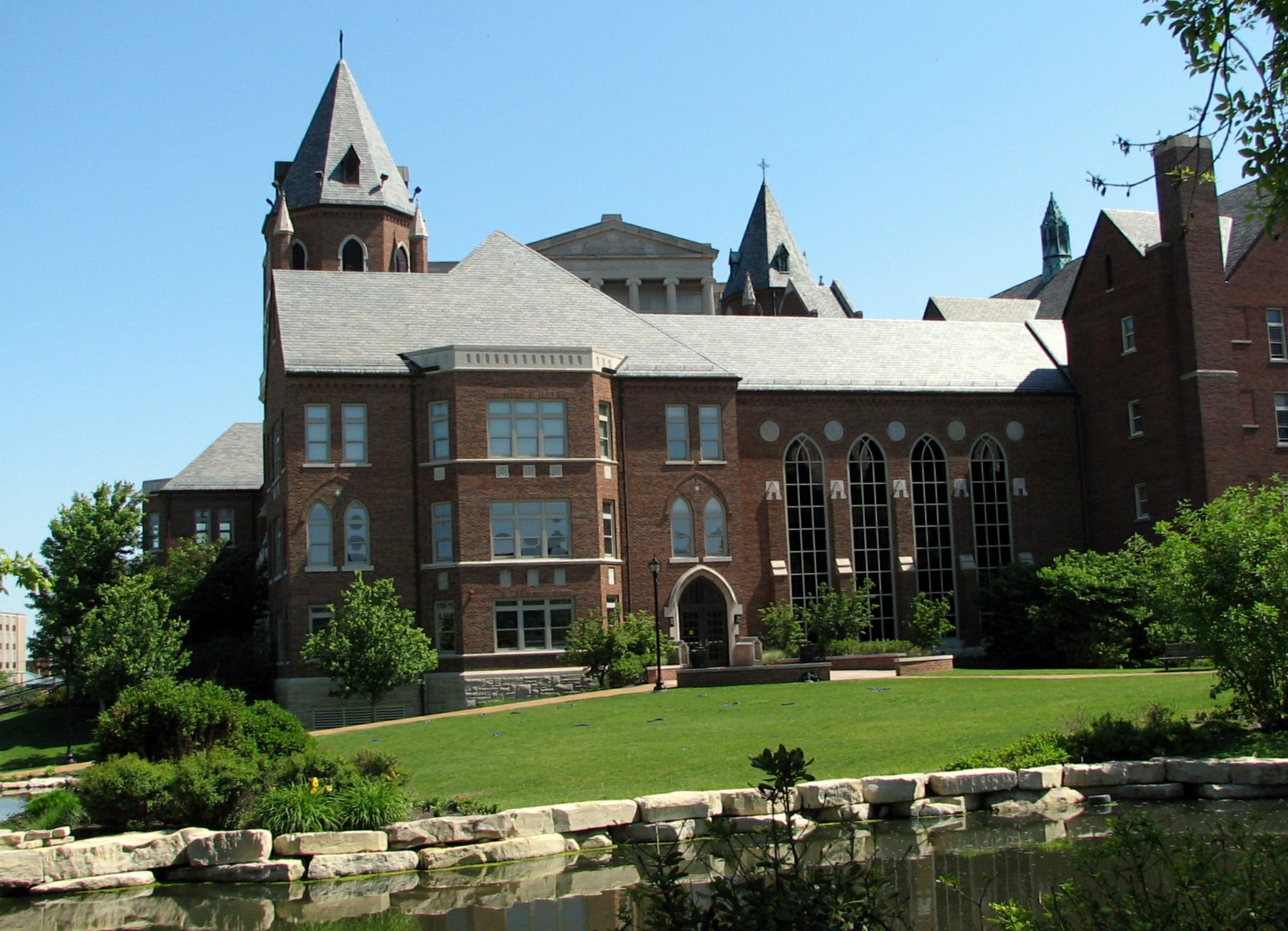
クック・ビジネススクール

### フロストキャンパス（メインキャンパス）
- 人文科学学部 College of Arts & Sciences (1818年設立)
- 大学院 The Graduate School (1832年設立)
- 法科大学院 School of Law (1843年設立)
- College of Philosophy and Letters (1889年設立)
- ジョン・クック・ビジネススクール John Cook School of Business (1910年設立)
- パークスカレッジ（工学部、航空学部） Parks College of Engineering, Aviation and Technology (1927年設立)
- 福祉事業大学院 School of Social Work (1930年設立)
- School for Professional Studies (1996年設立)
- 教育学部 College of Education and Public Service (1998年設立)

### メディカル・センター（セントルイス市内）
- 医科大学院 School of Medicine (1891年設立)
- 看護大学院 School of Nursing (1928年設立)
- ドイジーカレッジ（保健科学部） Doisy College of Health Sciences (1928年設立)
- 公衆衛生大学院 School of Public Health (1991年設立)

### その他のキャンパス
- マドリードキャンパス (1969年創立)

## 学部
学部生は7,814人。学期はセメスター制を採用している。年間授業料は$31,342。

## スポーツ
NCAAの1部、Atlantic Ten Conferenceに所属している。全てのチームはビリケンズを名乗っている。サッカーとバスケットボールが全国的に有名。

## 著名な出身者
- エンリケ・ボラーニョス - 前ニカラグア共和国大統領。
- ウィリアム・リーイ - ボストンカレッジ学長。
- バーナード・メイチェン - フロリダ大学学長。
- オーガスト・ブッシュ - アンハイザー・ブッシュCEO。
- フリーマン・ボズレー - セントルイス市の初の黒人市長。
- ブラッド・デイヴィス - 米国代表サッカー選手。
- エド・マコーレー - 元NBA選手。
- ブライアン・マクブライド - 米国代表サッカー選手。
- リー・マクマホン - 計算機科学者。マクマホン式トーナメントの考案者。